# Lily Gladstone
Lily Gladstone, född 2 augusti 1986 i Montana, är en amerikansk skådespelare.
Gladstone har bland annat medverkat i TV-serien Billions (2019–2020). Hon har även medverkat i filmerna Certain Women från 2016 och Killers of the Flower Moon från 2023.

## Filmografi (i urval)
- 2016 – Certain Women
- 2019–2020 – Billions
- 2021–2023 – Reservation Dogs (TV-serie)
- 2023 – Killers of the Flower Moon
- 2024 – Under the Bridge (TV-serie)
- 2024 – Fancy Dance

## Utmärkelser
- Boston Society of Film Critics Award för bästa kvinnliga biroll, för Certain Women,  11 december 2016[8]
- Los Angeles Film Critics Association Award för bästa kvinnliga biroll, för Certain Women,  21 december 2016[9]
- Chlotrudis Award för bästa kvinnliga biroll, för Certain Women,  2017[10]
- Gotham Idependent Film Award för bästa huvudroll, för The Unknown Country,  27 november 2023[11]
- New York Film Critics Circle Award för bästa kvinnliga skådespelare, för Killers of the Flower Moon,  30 november 2023[12]
- National Board of Review Award för bästa kvinnliga skådespelare, för Killers of the Flower Moon,  6 december 2023[13]
- Boston Society of Film Critics Award för bästa kvinnliga huvudroll, för Killers of the Flower Moon,  10 december 2023[14]
- Washington D.C. Area Film Critics Association Award för bästa skådespelerska, för Killers of the Flower Moon,  10 december 2023[15]
- St. Louis Film Critics Association Award for Best Actress, för Killers of the Flower Moon,  17 december 2023[16]
- Toronto Film Critics Association Award for Outstanding Lead Performance, för Killers of the Flower Moon, med  Sandra Hüller,  17 december 2023[17]
- Dallas-Fort Worth Film Critics Association Award for Best Actress, för Killers of the Flower Moon,  18 december 2023[18]
- San Diego Film Critics Society Award för bästa kvinnliga skådespelare, för Killers of the Flower Moon,  19 december 2023[19]
- Florida Film Critics Circle Award för bästa kvinnliga huvudroll, för Killers of the Flower Moon,  21 december 2023[20]
- Golden Globe Award för bästa kvinnliga huvudroll - drama, för Killers of the Flower Moon,  7 januari 2024[21]
- Online Film Critics Society Award för bästa kvinnliga huvudroll, för Killers of the Flower Moon,  22 januari 2024[22]
- Kansas City Film Critics Circle Award för bästa skådespelerska, för Killers of the Flower Moon,  27 januari 2024[23]

[Redigera Wikidata]